# David Sacco
David Anthony "Dave" Sacco, född 31 juli 1970, är en amerikansk före detta professionell ishockeyforward som tillbringade tre säsonger i den nordamerikanska ishockeyligan National Hockey League (NHL), där han spelade för Toronto Maple Leafs och Mighty Ducks of Anaheim. Han producerade 18 poäng (fem mål och 18 assists) samt drog på sig 22 utvisningsminuter på 35 grundspelsmatcher.
Sacco spelade också för SC Bern i Nationalliga A (NLA); St. John's Maple Leafs och Baltimore Bandits i American Hockey League (AHL); San Diego Gulls i International Hockey League (IHL) samt Boston University Terriers i National Collegiate Athletic Association (NCAA).
Han draftades av Toronto Maple Leafs i tionde rundan i 1988 års draft som 195:e spelare totalt.
Han är bror till Joe Sacco och svåger till Peter Lappin.

## Statistik
| 1988–1989   | Boston University Terriers | NCAA        | 35  | 14 | 29  | 43  | 40  | — | — | — | — | — |
| 1989–1990   | Boston University Terriers | NCAA        | 3   | 0  | 4   | 4   | 2   | — | — | — | — | — |
| 1990–1991   | Boston University Terriers | NCAA        | 40  | 21 | 40  | 61  | 24  | — | — | — | — | — |
| 1991–1992   | Boston University Terriers | NCAA        | 40  | 21 | 40  | 61  | 24  | — | — | — | — | — |
| 1992–1993   | Boston University Terriers | NCAA        | 40  | 25 | 37  | 62  | 86  | — | — | — | — | — |
| 1993–1994   | Toronto Maple Leafs        | NHL         | 4   | 1  | 1   | 2   | 4   | — | — | — | — | — |
|             | St. John's Maple Leafs     | AHL         | 5   | 3  | 1   | 4   | 2   | — | — | — | — | — |
|             | USA                        |             | 32  | 8  | 20  | 28  | 88  | — | — | — | — | — |
| 1994–1995   | Mighty Ducks of Anaheim    | NHL         | 8   | 0  | 2   | 2   | 0   | — | — | — | — | — |
|             | San Diego Gulls            | IHL         | 45  | 11 | 25  | 36  | 57  | 4 | 3 | 1 | 4 | 0 |
| 1995–1996   | Mighty Ducks of Anaheim    | NHL         | 23  | 4  | 10  | 14  | 18  | — | — | — | — | — |
|             | Baltimore Bandits          | AHL         | 25  | 14 | 16  | 30  | 18  | 2 | 0 | 1 | 1 | 4 |
| 1996–1997   | Baltimore Bandits          | AHL         | 51  | 18 | 38  | 56  | 30  | 1 | 0 | 2 | 2 | 0 |
| 1997–1998   | SC Bern                    | NLA         | 16  | 5  | 12  | 17  | 47  | — | — | — | — | — |
| NHL totalt  | NHL totalt                 | NHL totalt  | 35  | 5  | 13  | 18  | 22  | — | — | — | — | — |
| AHL totalt  | AHL totalt                 | AHL totalt  | 81  | 35 | 55  | 90  | 50  | 3 | 0 | 3 | 3 | 4 |
| NCAA totalt | NCAA totalt                | NCAA totalt | 153 | 74 | 143 | 217 | 182 | — | — | — | — | — |

### Internationellt
| Källa: Utv = Utvisningsminuter | Källa: Utv = Utvisningsminuter | Källa: Utv = Utvisningsminuter |         |     |         |       |     |  |
| År                             | Lag                            | Mästerskap                     | Matcher | Mål | Assists | Poäng | Utv |  |
| ------------------------------ | ------------------------------ | ------------------------------ | ------- | --- | ------- | ----- | --- |  |
| 1993                           | USA                            | VM                             | 6       | 0   | 0       | 0     | 0   |  |
| 1994                           | USA                            | OS                             | 8       | 3   | 5       | 8     | 12  |  |
| Senior totalt                  | Senior totalt                  | Senior totalt                  | 14      | 3   | 5       | 8     | 12  |  |